# Til Schindler
Til Schindler (Monaco di Baviera, 28 maggio 1993) è un attore tedesco.

## Biografia
Til Schindler è nato il 28 maggio 1993 a Monaco di Baviera. Ha un fratello gemello.
Ha esordito come attore nel 2009 recitando, non accreditato, sia nel film cinematografico Le galline selvatiche e la vita sia nel film televisivo Dr. Hope - Eine Frau gibt nicht auf. Successivamente ha recitato al cinema nei film  Der blinde Fleck (2013), Der Nachtmahr (2015), Desire Will Set You Free (2015) e The Misandrists (2017) oltre che in diversi cortometraggi.
In televisione è apparso in diverse serie televisive come Fluch des Falken, Un ciclone in convento, Morden im Norden, Genius, Hamburg Distretto 21, Soko 5113 e Gli specialisti.
Nel 2015 si è iscritto alla Universität der Künste Berlin dove ha studiato recitazione.
Nella primavera del 2021 è stato tra i 185 attori e attrici tedeschi, appartenenti alla comunità LGBTQ+ ad aver aderito al manifesto #ActOut con il quale hanno fatto coming out sulle pagin del quotidiano Süddeutsche Zeitung.

## Filmografia

### Cinema
- Le galline selvatiche e la vita (Die Wilden Hühner und das Leben), regia di Vivian Naefe (2009) Non accreditato
- Nie gesagte Dinge, regia di Melanie Waelde - cortometraggio (2009)
- Ich halt dich fest, regia di Melanie Waelde - cortometraggio (2009)
- Der blinde Fleck, regia di Daniel Harrich (2013)
- Love, Yesterday, regia di Joya Thome - cortometraggio (2014)
- Seoul, regia di Eline Gehring - cortometraggio (2014)
- Der Nachtmahr, regia di Akiz (2015)
- Desire Will Set You Free, regia di Yony Leyser (2015)
- Heart-Shaped Box, regia di Sandra Wollner - cortometraggio (2016)
- Ai, regia di Daniel Irvin Bier - cortometraggio (2016)
- Königin von Niendorf, regia di Joya Thome (2017)
- The Misandrists, regia di Bruce LaBruce (2017)
- Der Ruf, regia di Karl-Friedrich König - cortometraggio (2020)

### Televisione
- Dr. Hope - Eine Frau gibt nicht auf, regia di Martin Enlen – film TV (2009) Non accreditato
- Der Einsturz - Die Wahrheit ist tödlich, regia di Diethard Küster – film TV (2010)
- Fluch des Falken – serie TV, 64 episodi (2011-2012)
- Hubert und Staller – serie TV, 1 episodio (2012)
- Die Aufnahmeprüfung, regia di Peter Gersina – film TV (2012)
- Jetzt Jetzt Jetzt, regia di Christin Freitag – film TV (2013)
- Alles Klara – serie TV, 1 episodio (2014)
- Un ciclone in convento (Um Himmels Willen) – serie TV, 1 episodio (2014)
- Morden im Norden – serie TV, 1 episodio (2014)
- Der Lehrer – serie TV, 1 episodio (2015)
- Colpevoli (Schuld nach Ferdinand von Schirach) – serie TV, 1 episodio (2015)
- Gottlos – serie TV, 1 episodio (2016)
- In aller Freundschaft - Die jungen Ärzte – serie TV, 1 episodio (2017)
- Genius – serie TV, 1 episodio (2017)
- Hamburg Distretto 21 (Notruf Hafenkante) – serie TV, 1 episodio (2017)
- Attrition, regia di Kelly Holmes – film TV (2018)
- Soko 5113 (SOKO München) – serie TV, 2 episodi (2012-2019)
- Gli specialisti (Die Spezialisten - Im Namen der Opfer) – serie TV, 1 episodio (2019)
- Über Grenzen gehen – serie TV, 1 episodio (2020)
- Tödliche Gier, regia di Thorsten Näter – film TV (2021)

### Video musicali
- Darwin Rocks: Struggle for Love (2009)